# Sofá-cama
Um sofá-cama é um tipo de sofá de estrutura metálica que pode ser desdobrado ou aberto para se transformar numa cama. Se trata de um móvel multiuso.

## História
Leonard C. Bailey tirou uma patente para fazer a primeira "cama dobrável" em 18 de julho de 1899. A estrutura da cama de metal era capaz de ser dobrada, dobrada e fechada para uso, se necessário. Mais tarde, era conhecido como "hide-a-bed". (algo como "cama escondível")
Rudolf Coopersmith registrou uma patente para a cama Davenport em 1905. Entre 1905 e 1947 Coopersmith registrou mais de 30 patentes para peças mecânicas de sofás-cama, colchões e máquinas de fabricação de colchões. Em 1925, ele tirou uma patente para o sofá-cama, o precursor do sofá-cama moderno.
William Lawrence Murphy tirou uma patente para fazer a "cama In-A-Dor", que hoje é conhecida como "Murphy bed" ("cama retrátil" no Brasil). Caracteriza-se pelo economizador de espaço dobrado em um armário de parede.
Em 1931, Bernard Castro fez e vendeu o "conversível Castro" usando $400 de suas economias. O design de Castro é considerado a evolução da maioria dos sofás-cama vendidos atualmente.
Depois de imitar os fundadores japoneses, o futon apareceu nos Estados Unidos por volta de 1980. William Brouwer é a pessoa que desenvolveu o primeiro estilo de estrutura de sofá conversível nos Estados Unidos.
Uma "slide away bed" ("cama deslizante") pode se referir a um tipo de sofá-cama que desliza para a parede para formar um sofá, com o colchão articulado para formar uma superfície de assento e apoio para as costas. O suporte da estrutura da cama é uma estrutura telescópica que permite que a plataforma da cama se encaixe abaixo da almofada do assento. A versão primitiva da cama deslizante foi inventada por Manning Lane, Warren J. Hauck e Roy O. Sweeney de Cincinnati. A patente do sofá-cama com colchão articulado foi registrada em 5 de setembro de 1978 e emitida em 27 de maio de 1980.